# Volumen espiratorio forzado
El Volumen Espiratorio Forzado (VEF1, o en sus siglas en idioma inglés FEV1) es una medida obtenida por espirometría que equivale al volumen de aire exhalado del pulmón de manera forzada durante un segundo después de haber tomado aire al máximo. El resultado se expresa en porcentaje y el valor normal en sujetos sanos, tanto hombres como mujeres, equivale a un 75% de su capacidad vital pulmonar. El resultado tiene aplicación en medicina para determinar ciertas enfermedades del pulmón y es uno de los parámetros más importantes de la espirometría. La VEF1 fundamentalmente refleja las condiciones de las vías aéreas más gruesas. En la mayoría de las interpretaciones de la espirometría, la VEF1 se usa en conjunto con la capacidad vital Forzada en una relación VEF1/CVF. Una reducción en ese valor es clásica de las enfermedades obstructivas del pulmón como la enfermedad pulmonar obstructiva crónica. La valoración de la efectividad del tratamiento aplicado a pacientes con enfermedades obstructivas se realiza usando el VEF.